# Позняков, Павел Вениаминович
Павел Вениаминович Позняков (22 февраля 1935, Москва — 23 апреля 2016, Сочи, Краснодарский край) — советский и российский авиационный строитель. Первый заместитель начальника НИИ авиационных систем СССР. Лауреат Ленинской премии (1988) и Государственной премии СССР (1976).

## Биография
В 1958 году окончил Московский авиационный институт им С. Орджоникидзе.
С 1957 года работал в Государственном научно-исследовательском институте авиационных систем (ГосНИИАС). 
С 1992 года — первый заместитель генерального директора ФГУП «ГосНИИАС», с 2002 года — исполнительный директор.
Преподавал в МАИ.
Кандидат технических наук (1972).
Доктор технических наук (1989).
Профессор (1994).
Похоронен в Москве на Ваганьковском кладбище.

## Научная деятельность
Специалист в области систем управления летательными аппаратами и анализа их эффективности. Разработчик методов математического и полунатурного моделирования систем авиационного вооружения.
Автор более 150 научных трудов, в том числе:
- Основы информационной интеграции бортовой аппаратуры летательных аппаратов : Учеб. пособие / П. В. Поздняков, Б. Е. Федунов; Под ред. Г. Н. Лебедева; Моск. авиац. ин-т им. С. Орджоникидзе. — М. : Изд-во МАИ, 1993. — 127 с. : ил.; 20 см; ISBN 5-7035-0789-8 :
- Желтов С. Ю., Позняков П. В., Вишнякова Л. В., Фальков Э. Я., Буряк Ю. И., Дегтярев О. В., Преображенский Л. А. Перспективные направления развития авиационных систем и комплексов на основе интеллектуальных информационных технологий // Российская энциклопедия CALS. Авиационно-Космическое Машиностроение / Гл. Ред. А. Г. Братухин. — М.: ОАО «НИЦ АСК», 2008. — С. 209—223. — 608 с. — ISBN 978-5-9902785-1-6.

## Награды
- Орден Трудового Красного Знамени (1974)
- Государственная премия СССР (1976)

Могила на Ваганьковском кладбище.

- Ленинская премия (1988)
- Орден Почёта (1996)